# Under Hoppets Träd
Under Hoppets Träd är en novell av Carl Jonas Love Almqvist. Den ingår i band I av den så kallade imperialoktavupplagan av Törnrosens bok, vilket utkom 1839. Den författades dock betydligt tidigare, i början av 1820-talet. Novellen är skriven i jagform och återger främst ett resonemang Richard Furumo för kring världens skapelse. Furumo ifrågasätter den kosmogoni som presenterats i Skönhetens tårar.